# Neoliomera fragraea
Neoliomera fragraea is een krabbensoort uit de familie van de Xanthidae. De wetenschappelijke naam van de soort is voor het eerst geldig gepubliceerd in 2014 door Ho en Ng.